# Nova Olímpia (Paraná)
Nova Olímpia is een gemeente in de Braziliaanse deelstaat Paraná. De gemeente telt 5.391 inwoners (schatting 2009).